# (32576) 2001 QK79
2001 QK79 (asteroide 32576) é um asteroide da cintura principal. Possui uma excentricidade de 0.02183150 e uma inclinação de 9.74131º.
Este asteroide foi descoberto no dia 16 de agosto de 2001 por LINEAR em Socorro.